# Leucina deidrogenasi
La leucina deidrogenasi è un enzima appartenente alla classe delle ossidoreduttasi, che catalizza la seguente reazione:
L-leucina + H2O + NAD+ ⇄ 4-metil-2-ossopentanoato + NH3 + NADH + H+
L'enzima agisce anche sull'isoleucina, la valina, la norvalina e la norleucina.